# Église Saint-Georges-le-Martyr de Kaunas
Pour les articles homonymes, voir Église Saint-Georges.
L'Église Saint-Georges-le-Martyr de Kaunas (en lituanien : Kauno Šv. Jurgio Kankinio bažnyčia) est une église catholique romaine de la vieille ville de Kaunas, en Lituanie. Elle se dresse en face du château de Kaunas,,,. C'est un exemple marquant de l'architecture gothique en Lituanie,.

## Histoire
Son histoire a commencé en 1471 lorsque Stanislovas Sendzivojevičius, le maréchal de la cour du Grand-Duché de Lituanie, a fait don d'un terrain à la périphérie de Kaunas et Ivaška Viaževičius, l'aîné de Kaunas, a accepté de financer la construction d'une église en bois et d'un monastère adjacent pour les moines bernardins,. Deux décennies plus tard, il fut décidé de reconstruire l'église et le monastère dans un style gothique en brique,. La construction a commencé en 1492 et s'est terminée en 1502.
Elle a été construite à peu près en même temps que l'église Sainte-Anne et les églises des Bernardins de Vilnius et, à l'époque de sa construction, elle était le deuxième ensemble des Bernardins en Lituanie après l'ensemble de Vilnius. Les trois églises ont probablement été construites par le même architecte célèbre de Dantzig, Michael Enkinger.
L'église a été gravement endommagée pendant les guerres napoléoniennes et plus récemment pendant l'occupation des États baltes, lorsque l'église a été transformée en entrepôt de médicaments.

## Source de traduction
- (en) Cet article est partiellement ou en totalité issu de l’article de Wikipédia en anglais intitulé « Church of St. George the Martyr, Kaunas » (voir la liste des auteurs).